# Egocentrism

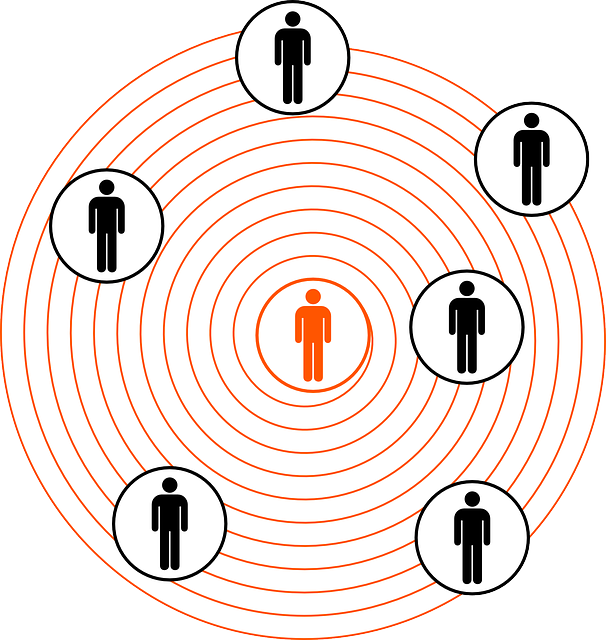
Un exemplu facut printr-o poza de Egocentrism.

Egocentrism, (latină ego - eu  + greacă μανία - manía - manie) este o atitudine sau comportare egocentrică. O persoană egocentrică se consideră în mod exagerat o persoană importantă, indispensabilă societății, care privește totul prin prisma intereselor și a sentimentelor personale, care se consideră „centrul universului”, desconsiderând alți oameni. Aceste persoane sunt considerate persoane cu nivel ridicat de îngâmfare, pline de sine. Egotism.
Egocentrismul,după Jean Piaget, este o caracteristică a gândirii copilului , constând în nediferențierea conștiinței de sine de conștiința lucrurilor sau, altfel spus, în absența conștientizării diferenței dintre acțiunile asupra obiectelor aoarținând subiectului și obiectele asupra cărora acționează subiectul, aparținând lumii exterioare lui. Egocentrismului i se opune procesul decentrării, al cărei rezultat este ajungerea la cunoașterea obiectivă a realității.